# Micropogonias ectenes
Micropogonias ectenes es una especie de pez de la familia Sciaenidae en el orden de los Perciformes.

## Morfología
• Los machos pueden llegar alcanzar los 40 cm de longitud total.

## Alimentación
Come principalmente crustáceos  bentónicos, moluscos y gusanos

## Hábitat
Es un pez de clima tropical (27°N-16°N)y demersal.

## Distribución geográfica
Se encuentra en el Océano Pacífico oriental central: México.

## Uso comercial
Es común en los mercados locales.

## Observaciones
Es inofensivo para los humanos.